# اروچان
اروچان، روستایی از توابع بخش آبگرم شهرستان آوج در استان قزوین ایران است.

## جمعیت
این روستا در دهستان آبگرم قرار دارد و براساس سرشماری مرکز آمار ایران در سال ۱۳۸۵، جمعیت آن ۶۵۴ نفر (۱۵۵خانوار) بوده‌است. نام محلی این روستا آلچان می‌باشد وبافت قدیمی آن همچون ماسوله است.